# Georg von Frantzke

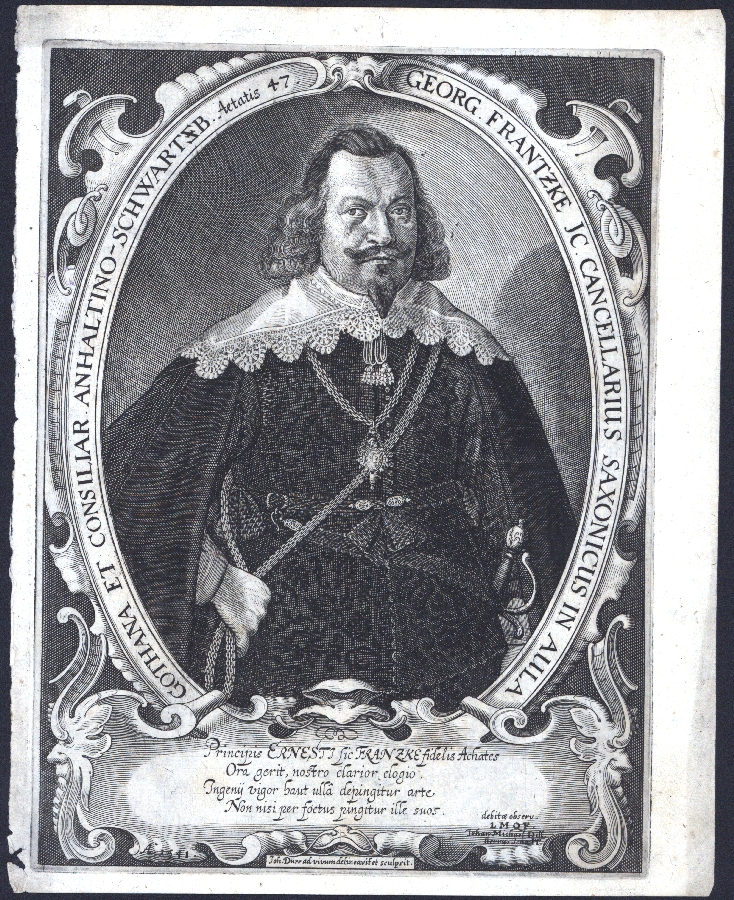
Georg von Frantzke

Georg von Frantzke, gelegentlich Georg von Franzke (* 15. April 1594 in Leobschütz, Schlesien; † 15. Januar 1659 in Gotha), war ein deutscher Jurist und Hofbeamter.

## Leben
Frantzke war der Sohn des Kaufmanns Georg Frantzke und dessen Ehefrau Margarethe Reimann. Nach erstem Unterricht durch Hauslehrer besuchte Frantzke mit 15 Jahren ab 1609 das Gymnasium in Brieg. Anschließend studierte er in den Jahren 1612 bis 1613 an der Universität Frankfurt/Oder Philosophie und Theologie.
Sein Onkel Georg Reimann war in Frankfurt/Oder Professor für Rhetorik und Bibliothekar. 1613 wechselte Frantzke mit ihm an die Universität Königsberg und studierte dort Jura.  Als er sechs Jahre später sein Studium abschloss, bekam er einen Ruf als Dozent an die Universität Jena. Dort in Jena heiratete er am 2. März 1622 Anna Maria Wex und neun Tage später promovierte Frantzke zum Dr. jur.
Die folgenden Jahre versuchte Frantzke immer wieder – allerdings vergeblich – als Dozent an der Universität Königsberg Fuß zu fassen. 1626 wurde er als Assessor ans Hofgericht in Jena berufen. Dieses Amt hatte er drei Jahre inne.
Am 22. Februar 1629 engagierte ihn Graf Karl Günther von Schwarzburg-Rudolstadt als Rat an seinen Hof. Nach dessen Tod am 24. September 1630 war Frantzke für seine Witwe Anna Sophia als eine Art privater juristischer Beistand tätig.
Am 1. Februar 1633 wurde Frantzke am Weimarer Hof als Juristischer Rat zugelassen. Gerade in Erbschaftsangelegenheiten legten die Herzöge Wilhelm IV. von Sachsen-Weimar, Albrecht von Sachsen-Eisenach, und Ernst I. von Sachsen-Gotha großen Wert auf seine Meinung. Die Errichtung des herzoglichen Teilungsabkommen wurde unter Frantzkes Federführung ausgearbeitet.
1640 vertrat er Weimar auf dem Frankfurter Konvent und auf dem Reichstag in Regensburg war er beim Empfang der Lehen mit dabei. Nach der Gründung des neuen Herzogtums Sachsen-Gotha wechselte Frantzke 1641 als Kanzler und Konsistorialpräsident an den Hof von Herzog Ernst I. von Sachsen-Gotha und prägte durch seine Tätigkeit den Aufbau dieses neuen Staatswesens mit.
Am 3. Mai 1645 besuchte Fürst Ludwig I. von Anhalt-Köthen Weimar. Anlässlich dieses Besuchs nahm er Georg von Frantzke zusammen mit Herzog Bernhard von Sachsen-Jena, Christian Legell und Samuel von Goechhausen in die Fruchtbringende Gesellschaft auf.
Der Fürst verlieh Frantzke den Gesellschaftsnamen der Gleichende und das Motto dem Weihrauche. Als Emblem wurde Frantzke der Sevenbaum (Juniperus sabina L. var. Cupressifolia Ait.) zugedacht. Im Köthener Gesellschaftsbuch findet sich der Eintrag Frantzkes unter der Nr. 428. Dort ist auch das Reimgesetz verzeichnet, das er anlässlich seiner Aufnahme verfertigt hatte:
Des Sevenbaumes holtz fast im geruche sich
Dem Weyrauch angezünd am nächsten wol vergleichet,
Der Gleichend’ auch genant daher bin worden ich
Da seht wie die natur die hand freygebig reichet
Jn allem uns Zu gutt’: Es will auch williglich
Ein from andächtigs hertz durch gutthat sein erweichet
Zu bringen wahre frucht, die reichlich uns gedeyet,
Wan wir auf das gebet seind aller angst befreyt.
Mit Wirkung vom 20. Juni 1646 wurde Frantzke in den Reichsadelsstand  und Palatinat ad personam erhoben und drei Jahre später als ordentliches Mitglied der neuen geheimen Ratskammer zugelassen.
In seinen letzten Lebensjahren veröffentlichte Frantzke einige Kirchenlieder unter dem Pseudonym Christianus Philometer. Im Alter von 65 Jahren starb Georg von Frantzke am 15. Januar 1659 in Gotha.

## Werke
- Commentarius in XXI libros pandectarum iuris civilis (1644)
- Exercitationes iuridicae XII in quibus CXV controversiae iuris eruuntur (1623)
- Libri duo sacrorum carminum (1656)